# عزيز أينان
عزيز أينان (مواليد 1980)، هو كاتب هولندي من اصول الريف-شمال المغرب.
ولد عزيز أينان يوم 31 مارس 1980 في هولندا، درس الفلسفة في جامعة أمستردام. عمل كمدرس ثانوية في مدينة هارلم (شمال-هولندا) وكاتب عمود في الجرائد الهولندية كـ«Het Parool» و «NRC Handelsblad».

## من مؤلفاته
- صلاة بلا نهاية «Gebed zonder eind» نشر 2015.
- أنا إدريس «ik, Driss». (نشره باإسم مستعار إدريس التفرسيتي- نشر 2010).
- المعركة وذكريات أخرى «». نشر 2007.[2]